# Serie A 1951-1952 (pallacanestro femminile)
Il campionato di Serie A di pallacanestro femminile 1951-1952 è stato il ventunesimo organizzato in Italia.
La Serie A non cambia rispetto alla stagione precedente: le otto squadre si incontrano in un girone all'italiana con partite d'andata e ritorno. La prima vince lo scudetto, l'ultima retrocede in Serie B.
È stato vinto per la terza volta consecutiva dalla Comense Como, arrivata imbattuta davanti a Ginnastica Triestina e Reyer Venezia.

## Classifica
|  |    | Classifica finale 1951-1952 | Pt | G  | V  | N | P  | PtF | PtS |
|  | -- | --------------------------- | -- | -- | -- | - | -- | --- | --- |
|  | 1. | Comense Como                | 28 | 14 | 14 | 0 | 0  | 814 | 481 |
|  | 2. | Ginnastica Triestina        | 24 | 14 | 12 | 0 | 2  | 647 | 511 |
|  | 3. | Reyer Venezia               | 16 | 14 | 8  | 0 | 6  | 498 | 497 |
|  | 4. | Indomita Roma               | 14 | 14 | 7  | 0 | 7  | 598 | 583 |
|  | 5. | Bernocchi Legnano           | 10 | 14 | 5  | 0 | 9  | 538 | 564 |
|  | 6. | Pallacanestro Faenza        | 9  | 14 | 4  | 1 | 9  | 422 | 493 |
|  | 7. | Sipra Torino                | 6  | 14 | 3  | 0 | 11 | 450 | 588 |
|  | 8. | A.P. Napoli                 | 5  | 14 | 2  | 1 | 11 | 321 | 571 |

## Calendario
- Giornata	1	13/01/1952
Indomita Roma	A.P. Napoli	36 19
Sipra Torino	Pallacanestro Faenza	18 32
Comense Como	Reyer Venezia	57 45
Bernocchi Legnano	Ginnastica Triestina	25 34
- Giornata	2	20/01/1952
Reyer Venezia	Indomita Roma	39 37
A.P. Napoli	Sipra Torino	33 28
Pallacanestro Faenza	Bernocchi Legnano	32 27
Ginnastica Triestina	Comense Como	29 51
- Giornata	3	27/01/1952
Sipra Torino	Indomita Roma	31 39
Reyer Venezia	Ginnastica Triestina	29 34
Bernocchi Legnano	A.P. Napoli	31 22
Comense Como	Pallacanestro Faenza	75 34
- Giornata	4	03/02/1952
Indomita Roma	Bernocchi Legnano	51 39
Sipra Torino	Reyer Venezia	31 25
Pallacanestro Faenza	Ginnastica Triestina	33 34
A.P. Napoli	Comense Como	13 74
- Giornata	5	10/02/1952
Reyer Venezia	Pallacanestro Faenza	45 28
Ginnastica Triestina	A.P. Napoli	49 20
Comense Como	Indomita Roma	68 31
Bernocchi Legnano	Sipra Torino	51 31
- Giornata	6	24/02/1952
A.P. Napoli	Pallacanestro Faenza	26 26
Comense Como	Sipra Torino	62 41
Indomita Roma	Ginnastica Triestina	42 49
Reyer Venezia	Bernocchi Legnano	34 31
- Giornata	7	09/03/1952
Comense Como	Bernocchi Legnano	69 41
Pallacanestro Faenza	Indomita Roma	28 39
Reyer Venezia	A.P. Napoli	38 24
Ginnastica Triestina	Sipra Torino	61 33
- Giornata	8	16/03/1952
Ginnastica Triestina	Bernocchi Legnano	71 48
Reyer Venezia	Comense Como	34 41
Pallacanestro Faenza	Sipra Torino	21 23
A.P. Napoli	Indomita Roma	22 51
- Giornata	9	19/03/1952
Comense Como	Ginnastica Triestina	59 41
Bernocchi Legnano	Pallacanestro Faenza	55 34
Sipra Torino	A.P. Napoli	38 24
Indomita Roma	Reyer Venezia	36 40
- Giornata	10	23/03/1952
Ginnastica Triestina	Reyer Venezia	54 40
Pallacanestro Faenza	Comense Como	24 31
A.P. Napoli	Bernocchi Legnano	28 27
Indomita Roma	Sipra Torino	53 45
- Giornata	11	06/04/1952
Ginnastica Triestina	Pallacanestro Faenza	41 33
Comense Como	A.P. Napoli	62 25
Bernocchi Legnano	Indomita Roma	55 46
Reyer Venezia	Sipra Torino	39 32
- Giornata	12	20/04/1952
Indomita Roma	Comense Como	44 51
Pallacanestro Faenza	Reyer Venezia	33 18
Sipra Torino	Bernocchi Legnano	25 43
A.P. Napoli	Ginnastica Triestina	24 50
- Giornata	13	27/04/1952
Reyer Venezia	Bernocchi Legnano	36 30
Pallacanestro Faenza	A.P. Napoli	25 11
Comense Como	Sipra Torino	63 44
Ginnastica Triestina	Indomita Roma	58 43
- Giornata	14	04/05/1952
Indomita Roma	Pallacanestro Faenza	50 39
Bernocchi Legnano	Comense Como	35 51
A.P. Napoli	Reyer Venezia	29 36
Sipra Torino	Ginnastica Triestina	30 42

## Verdetti
- Campione d'Italia:  Comense Como.
Anna Branzoni, Ornella Buttini, Cerutti, Guidi, Franca Ronchetti, Liliana Ronchetti, Santoro, Idelma Tommasini. Allenatore: Enrico Garbosi.
- Retrocesse in Serie B:  A.P. Napoli.
- Non iscritte alla Serie A 1952-53:  Reyer Venezia e Indomita Roma.